# 恋の手ほどき (1951年の映画)
『恋の手ほどき』（The Lady Says No）は、1951年に公開されたアメリカ合衆国のコメディ映画。監督はフランク・ロス。出演はジョーン・コールフィールドやデヴィッド・ニーヴンなど。
日本では劇場未公開だが、テレビ放映が行われた。

## キャスト
- ドリンダ・ハッチ：ジョーン・コールフィールド（吹替：影万里江）
- ビル・シェルビー：デヴィッド・ニーヴン（吹替：穂積隆信）
- マシュー・ハッチ：ジェームズ・ロバートソン・ジャスティス（英語版）
- ゴールディ：レノア・ロナーガン（英語版）
- アリス・ハッチ：フランシス・ベイヴィア
- ミッジ：ペギー・メイリー（英語版）
- 警官：ヘンリー・ジョーンズ
- グース：ジェフ・ヨーク（英語版）